# Étienne Dhaene
Pour les articles homonymes, voir Dhaene.
Étienne Dhaene est un réalisateur et scénariste français né le 3 juin 1949 à Toulon.

## Filmographie

### Réalisateur
- 1996 : L'Échappée belle
- 1997 : PJ (série télévisée ; épisode « Vengeance passive »)
- 1999 : Le couloir des désirs (téléfilm érotique)
- 2000 : De si jolies sorcières (téléfilm érotique)
- 2000 : Le Lycée (série télévisée)
- 2000 : Le Grand Jeu (téléfilm érotique, sous le pseudonyme d'Edouardo Martin)
- 2002 : Groupe flag (série télévisée, six épisodes)
- 2003 : Diane, femme flic (série télévisée ; épisodes « Jeune fille en crise » et « Parents indignes »)
- 2004 : Jeff et Léo, flics et jumeaux (série télévisée ; épisodes « Jardin zen » et « Un train peut en cacher un autre »)
- 2004 : Faites le 15 (TV)
- 2004 : Groupe flag (série télévisée, six épisodes)
- 2005 : Femmes de loi (série télévisée ; épisode « Secrets de famille »)
- 2005 : Groupe flag (série télévisée, six épisodes)
- 2006 : Équipe médicale d'urgence (série télévisée, six épisodes)
- 2006 : Femmes de loi (série télévisée) (épisode « Promotion mortelle »)
- 2008 : Le Nouveau Monde (téléfilm)
- 2011 : Commissaire Magellan (épisode « Mort subite »)
- 2011 : Commissaire Magellan (épisode « Un instant d'égarement »)
- 2013 : Enquêtes réservées (épisode "Coeur sanglant")
- 2013 : Enquêtes réservées (épisode "L'ombre du palais")
- 2014 : Rumeurs (téléfilm)
- 2015 : Meurtres à La Rochelle (téléfilm)
- 2015 : Commissaire Magellan (épisode 20 « Jeu, set et meurtres »)

### Scénariste
- 1996 : L'Échappée belle

### Assistant réalisateur
- 1982 : L'Adieu aux as de Jean-Pierre Decourt
- 1982 : Jamais avant le mariage de Daniel Ceccaldi
- 1983 : L'Été de nos quinze ans de Marcel Jullian
- 1983 : Attention, une femme peut en cacher une autre !, de Georges Lautner
- 1984 :  Les parents ne sont pas simples cette année, de Marcel Jullian
- 1984 : Marche à l'ombre, de Michel Blanc
- 1984 : Une fille à aimer (Just the Way You Are) d'Édouard Molinaro
- 1986 : Nuit d'ivresse de Bernard Nauer
- 1987 : Tandem de Patrice Leconte
- 1987 : Les Keufs de Josiane Balasko
- 1989 : Monsieur Hire de Patrice Leconte
- 1990 : Le Mari de la coiffeuse de Patrice Leconte
- 1992 : Tango de Patrice Leconte